# Mikel Pradera
Mikel Pradera Rodriguez (Mallabia, 6 maart 1975) is een Spaans voormalig wielrenner.

## Resultaten in voornaamste wedstrijden
| Jaar | Ronde van Italië | Ronde van Frankrijk | Ronde van Spanje |
| ---- | ---------------- | ------------------- | ---------------- |
| 2001 |                  | 62e                 |                  |
| 2002 |                  | 76e                 | 98e              |
| 2003 |                  | 58e                 | 119e             |
| 2004 |                  | opgave              | 83e              |
| 2005 |                  |                     | 73e              |
| 2006 | 95e              |                     |                  |

| Jaar | Milaan-San Remo | Luik-Bast.‑Luik | Parijs-Tours |  | WK op de weg |
| ---- | --------------- | --------------- | ------------ |  | ------------ |
| 2001 | 38e             | 23e             |              |  |              |
| 2002 |                 |                 | 152e         |  | 133e         |
| 2003 |                 |                 | 89e          |  |              |
| 2004 |                 |                 | 91e          |  |              |
| 2005 | 128e            |                 | 125e         |  |              |
| 2006 |                 |                 |              |  |              |